# 藤井樹
藤井 樹（ふじい いつき、1995年7月9日 - ）は、ジャパンラグビーリーグワン狭山セコムラガッツに所属するラグビーユニオン選手。

## プロフィール
- 神奈川県出身[1]。
- ポジションはロック(LO)。
- 身長 181cm、体重 102kg
- ニックネームはいつき[1]。

## 略歴
2014年、日本大学高校卒業後、帝京大学ラグビー部に入部。
2018年、帝京大学卒業後、セコムラガッツ(現・狭山セコムラガッツ)に加入。2024年12月22日に行われたジャパンラグビーリーグワン第1節のWG昭島戦にてリーグワン初出場を果たした。